# Enneapterygius rubicauda
Enneapterygius rubicauda är en fiskart som beskrevs av Shen, 1994. Enneapterygius rubicauda ingår i släktet Enneapterygius och familjen Tripterygiidae. Inga underarter finns listade i Catalogue of Life.